# (5625) Jamesferguson
(5625) Jamesferguson es un asteroide perteneciente al cinturón de asteroides descubierto el 7 de enero de 1991 por Robert H. McNaught desde el Observatorio de Siding Spring, Nueva Gales del Sur, Australia.

## Designación y nombre
Designado provisionalmente como 1991 AO2. Fue nombrado Jamesferguson en honor a James Ferguson, fue un astrónomo escocés, muy polifacético al que le gustaba hacer, desde retratos, fabricación de globos y planetas, popularizando principios científicos a través de libros y conferencias, hasta investigaciones originales significativas. Su trabajo educativo inspiró a una generación del público y una nueva generación de astrónomos.

## Características orbitales
Jamesferguson está situado a una distancia media del Sol de 2,674 ua, pudiendo alejarse hasta 3,193 ua y acercarse hasta 2,156 ua. Su excentricidad es 0,193 y la inclinación orbital 11,96 grados. Emplea 1597,91 días en completar una órbita alrededor del Sol.

## Características físicas
La magnitud absoluta de Jamesferguson es 13. Tiene 14,79 km de diámetro y su albedo se estima en 0,061. 